# مصطفى أحمد حسن
 مصطفى أحمد حسن (بالدنماركية: Mustafa Hassan)‏؛ مواليد 10 فبراير 1990 في النجف، العراق، هو لاعب كرة قدم عراقي. يلعب كمهاجم.

## روابط خارجية
- مصطفى احمد حسن على موقع اتحاد النرويج (النرويجية)
- مصطفى احمد حسن على موقع قاعدة بيانات كرة القدم.إي يو (الإنجليزية)
- مصطفى احمد حسن على موقع عالم كرة القدم.نت (الإنجليزية)
- مصطفى احمد حسن على موقع كووورة